# Disco Bloodbath
Disco Bloodbath: A Fabulous but True Tale of Murder in Clubland es un libro de memorias escrito en 1999 por James St. James que gira en torno a la figura de Michael Alig y su grupo de clubbers (los Club Kids) de Nueva York.  
El libro narra la vida de Alig desde su encumbramiento a la fama hasta el momento en que cometió el asesinato de su compañero y supuesto traficante Angel Meléndez. 
St James fue quien introdujo a Alig a la escena de los clubes, lo cual le da una muy personal visión de los acontecimientos. El libro fue posteriormente retitulado como "Party Monster" después de que se rodara una película basada en el mismo protagonizada por Macaulay Culkin, Seth Green, y Chloë Sevigny. Desde entonces las ediciones de Disco Bloodbath se han agotado y algunos ejemplares del mismo se han llegado a subastar por  varios cientos de dólares.
En cualquier caso, dado el éxito, se lanzó una nueva edición de bolsillo. ISBN 0-684-85764-2.
- Datos: Q4241470